# 普羅斯珀鎮區 (明尼蘇達州伍茲湖縣)
普羅斯珀鎮區（英語：Prosper Township）是位於美國明尼蘇達州伍茲湖縣的一個行政鎮區。

## 地方資料
普羅斯珀鎮區的面積為32.49平方千米，皆為陸地。根據2020年美國人口普查的數據，當地共有人口122人，而人口密度為每平方千米3.76人。